# Antonín Bukovský (genealog)
Antonín Bukovský (genealog) (22. května 1865 Praha - 7. srpna 1950 Praha),  byl český středoškolský profesor a badatel v oborech  genealogie  a  mineralogie .

## Život
Celý život pracoval jako středoškolský učitel přírodních věd a od roku  1897 již jmenovaný c. a k. řádný profesor fyziky, chemie a přírodopisu na různých českých školách, mj. obchodní akademii v Chrudimi, c. k. vyšší reálné škole v Kutné Hoře, státní reálce v Písku. Od 1. září 1909 nastoupil jako profesor na českou reálku v Praze na Malé Straně a přestěhoval se i s rodinou na Smíchov do domu čp. 1102. 
Od roku 1914 až do odchodu do důchodu v roce 1929 byl ředitelem c. k. státní reálky v Nymburku.  Stáří strávil opět v Praze.
Osobní zájmy ho přivedly k bádání v mineralogii a ke genealogii, v níž se při hledání vlastního rodokmene  zaměřil na rodinu Bukovských z Hustiřan.

## Dílo
- Publikoval mineralogické stati o nerostech na Kutnohorsku a jinde ve středních Čechách.
- Zabýval se také bádáním v chemii, například o proteinech (referováno ve sborníku Živa VIII., 1897, s. 250)
- Genealogickou sbírku odkázal Archivu Národního muzea v Praze.[2]